# Asemesthes lamberti
Asemesthes lamberti är en spindelart som beskrevs av Tucker 1923. Asemesthes lamberti ingår i släktet Asemesthes och familjen plattbuksspindlar. Inga underarter finns listade i Catalogue of Life.